# Maxence Van der Meersch

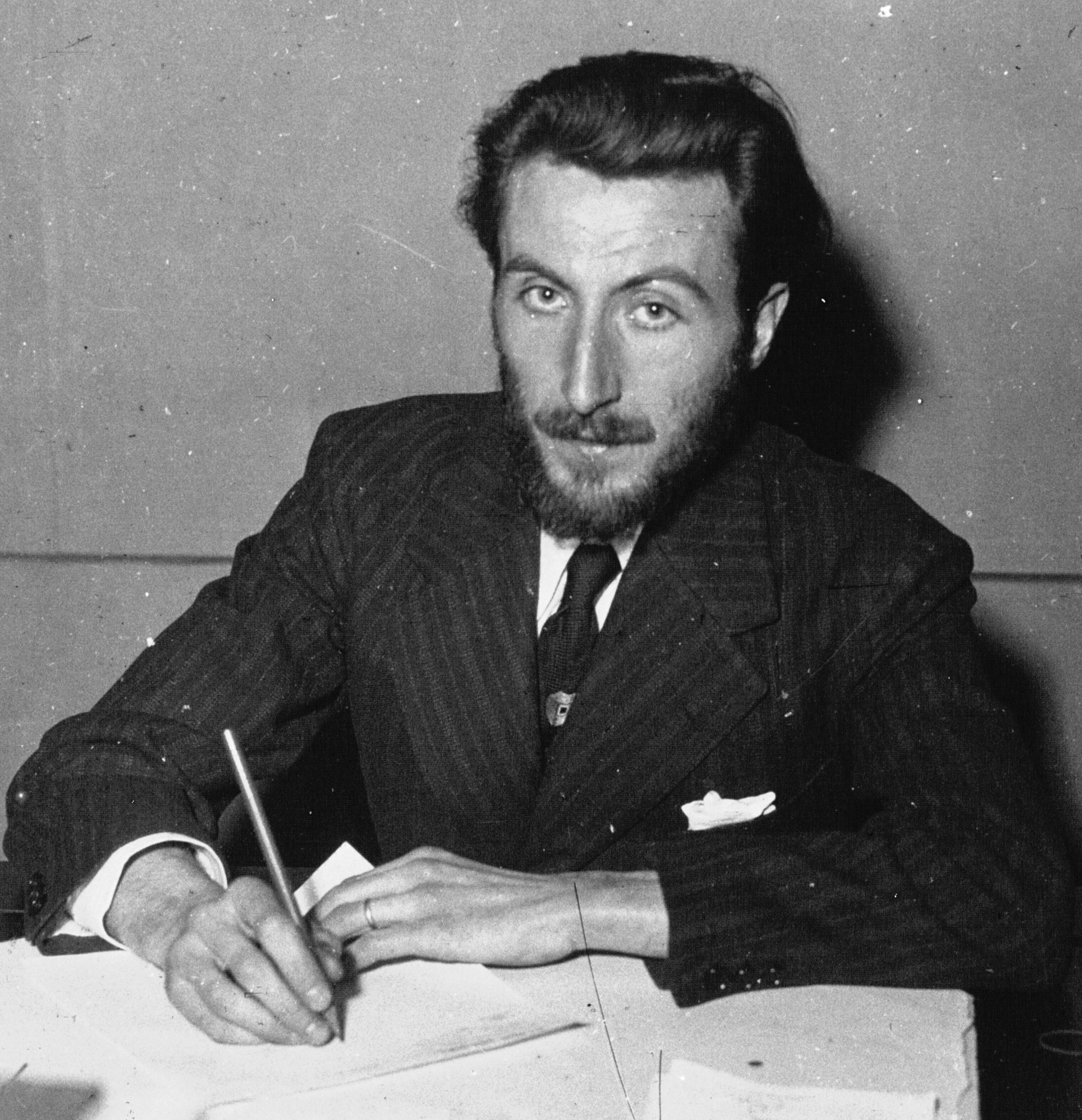
Maxence Van der Meersch

Maxence Van der Meersch (Roubaix (Robaais), 4 mei 1907 - Le Touquet, 14 januari 1951), pseudoniem van Joseph Cardijn, was een Frans schrijver van Vlaamse afkomst. 

## Levensloop
Maxence Van der Meersch kende als schrijver heel veel succes tijdens zijn leven. Zo behaalde hij zowel de Prix Goncourt (1936) als de prix de l'Académie française (1943). Na zijn dood werd hij bijna vergeten.
Zijn debuutroman La Maison dans la dune werd drie keer verfilmd, eerst in 1934, vervolgens in 1952. De Belgische cineast Michel Mees verwezenlijkte in 1988 een derde verfilming met Tchéky Karyo in de hoofdrol.
In 1949 verfilmde Curtis Bernhardt de roman Corps et Âmes onder de titel The Doctor and the girl met Glenn Ford in de hoofdrol.  